# یاسین کچتا
یاسین کچتا (انگلیسی: Yassine Kechta؛ زادهٔ تاریخ ورودی نامعتبر است) بازیکن فوتبال است.
وی همچنین در تیم ملی فوتبال زیر ۱۷ سال مراکش بازی کرده‌است.